# Kurhany Kelermeskie
Kurhany Kelermeskie – zespół kurhanów scytyjskich z końca VII i początku VI wieku p.n.e., położonych w pobliżu miasta Kelermes w Kraju Krasnodarskim w południowo-zachodniej części Rosji. Kurhany te zaliczają się do tzw. Królewskich kurhanów scytyjskich, bogato wyposażonych i zawierających pochówki władców. Zostały odkryte w 1903.
Znaleziska w nekropoli kelermeskiej obejmowały fragmenty uzbrojenia, złote ozdoby, naczynia. Sposób ich zdobienia nosi cechy typowe dla sztuki małoazjatyckiej (np. srebrne lusterko zdobione na odwrocie rytym przedstawieniem bogini Kybele) i stylu zoomorficznego sztuki scytyjskiej (sztancowane złote płytki aplikacyjne z wyobrażeniami zwierząt lub w kształcie zwierząt). W największym kurhanie o średnicy ponad 200 m znaleziono pozostałości drewnianej komory grobowej z resztkami wyposażenia, w pobliżu której były 24 szkielety końskie.
Znaleziska z cmentarzyska kelermeskiego są przechowywane w petersburskim Ermitażu.